# FO&O
FO&O é um grupo masculino sueco de música pop criado em 2013 e composto originalmente por Oscar Enestad, Olly Molander, Felix Sandman e Omar Rudberg. Originalmente estabelecido em outubro de 2013 sob o nome The Fooo, o grupo mudou seu nome para The Fooo Conspiracy em setembro de 2014. O membro fundador Oscar "Olly" Molander deixou o grupo em novembro de 2016, e o grupo mudou seu nome pela terceira vez em fevereiro de 2017, para a FO&O.

## História

### 2013–2015: Estreia,Off the Gride crescente popularidade

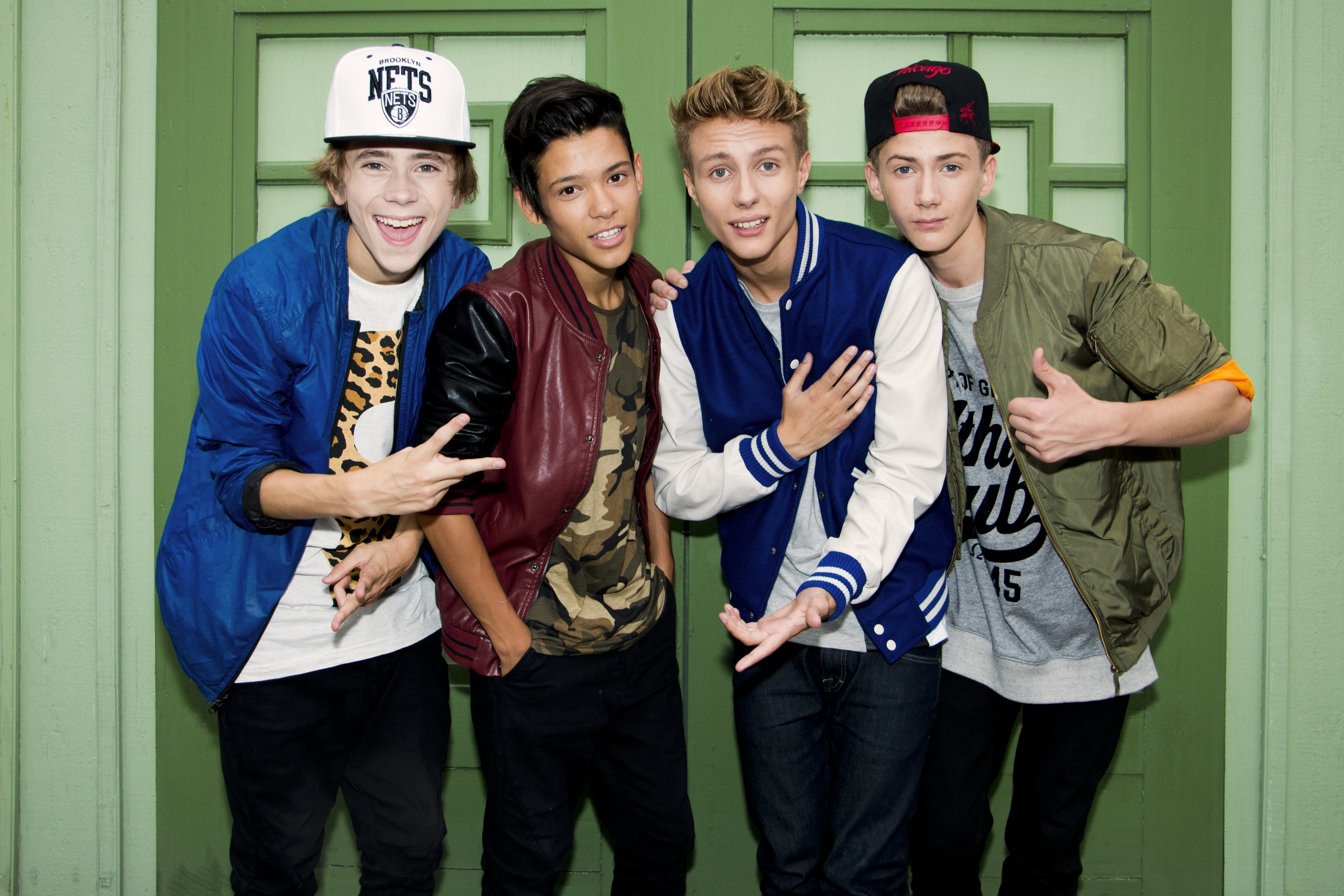
The Fooo no Sommarkrysset, Gröna Lund em agosto de 2013
(E–D: Felix, Omar, Oscar e Olly)

Em 2013, o grupo começou a fazer apresentações de rua nas ruas de Estocolmo enquanto publicava vídeos no YouTube para seus fãs (chamados de 'Foooers'). Durante 2013, o grupo fez várias performances de televisão, no Tillsammans för Världens Barn, e no final do Idol 2013 em Globen. O grupo tornou-se conhecido após o cantor canadense Justin Bieber e seu empresário ter visto um vídeo do grupo no YouTube. O empresário de Bieber chamou a gestão a do The Fooo e perguntou se o grupo gostaria de se tornar o ato de abertura para o show de Bieber em Globen em abril de 2013, e o grupo aceitou. O primeiro single do grupo foi "Build a Girl", que alcançou o número 41 na Sverigetopplistan, gráfico oficial de singles da Suécia. A canção também alcançou o número 3 , no Digilistanchart. O primeiro EP do grupo auto-intitulado The Fooo, foi lançado em 16 de agosto de 2013, pela The Artist House.
Em fevereiro de 2014, eles ganharam o prêmio sueco Grammis na categoria "Inovador do Ano". Em 21 de fevereiro de 2014, foi lançado o single "King of the Radio". The Fooo Conspiracy recebeu um contrato de gravação da Sony Music Entertainment nos Estados Unidos. Lançaram seu primeiro álbum de estúdio, Off the Grid , gravado pela The Artist House e distribuído pela Sony Music, foi lançado em 2 de abril do mesmo ano. O álbum ficou na posição de número 1 na Swedish Albums Chart em sua primeira semana de lançamento. Em junho de 2014 eles foram para os Estados Unidos para performar nas praças das ruas de cidades diferentes - da mesma forma como eles se tornaram conhecidos na Suécia. O segundo EP do grupo, Conspiration, foi lançado em 27 de agosto. No Rockbjörnen 2014, foram agraciados com o prêmio nas categorias "Melhores Fãs", "Avanço deste Ano" e "Melhor Grupo Ao Vivo". Em 1 de setembro de 2014, o grupo anunciou que mudaria seu nome de "The Fooo" para "The Fooo Conspiracy", como uma homenagem a seus fãs (Foooers). Em 30 de outubro, o grupo lançou o EP Serenade apenas nos Estados Unidos. O grupo também ganhou o prêmio de "Melhor Artista Sueco" durante o 2014 MTV EMA. Em 19 de dezembro de 2014 o grupo lançou a canção "Wild Hearts" como single, junto com seu vídeo musical.
Eles lançaram o Coordinates como seu quarto extended play em 7 de janeiro de 2015. O EP chegou ao número 33 na Swedish Albums Chart. "Wild Hearts" foi lançado como o primeiro singlee do EP em 19 de janeiro. Em 18 de fevereiro de 2015, lançaram o vídeo musical do single "Roller Coaster" em seu canal oficial no Youtube. O vídeo conta com a participação de Alli Simpson, irmã de Cody Simpson. Eles lançaram o single "Run with Us" em 5 de junho, seguido do single "Jimi Hendrix" em 4 de dezembro de 2015.

### 2016–2017: Melodifestivalen eFO&O

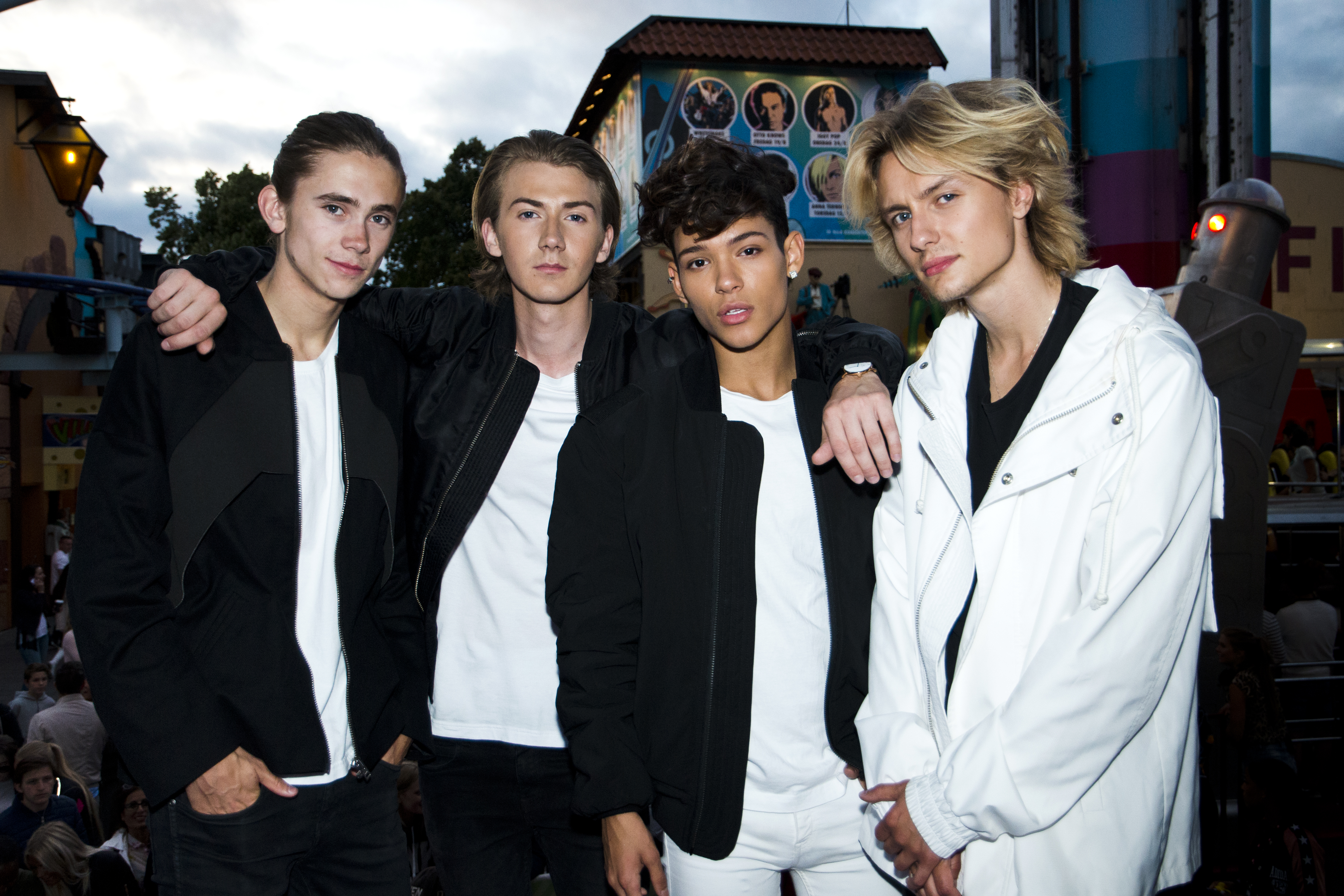
The Fooo Conspiracy no Sommarkrysset, em julho de 2016
(E–D: Sandman, Molander, Rudberg, Enestad)

Em 29 de janeiro de 2016, ogrupo lançou o single "My Girl". A música chegou ao número 58 na Swedish Singles Chart. Foi seguido pelo single "Summer Love", lançado em 29 de abril e chegando ao número 54 na Swedish Singles Chart. Eles relançaram "My Girl" em 17 de junho de 2016, apresentando os vocais de Danny Saucedo. Em 28 de outubro do mesmo ano, eles lançaram o single "Who Doesn't Love Love".
Em novembro de 2016, Oscar "Olly" Molander deixou o grupo. Em 30 de novembro, The Fooo Conspiracy foi anunciado como um dos 28 artistas a competir no Melodifestivalen 2017 com a música "Gotta Thing About You", sob o novo nome de FO&O. Eles se classificaram para "andra chansen" a partir da terceira semifinal e depois se classificaram para a final, vencendo o "Roadtrip" de De Vet Du. Eles se classificaram na décima primeira na final.
FO&O anunciou o lançamento de seu álbum auto-intitulado nas redes sociais, incluindo "Gotta Thing About You", lançada como primeiro single em 26 de fevereiro de 2017, e o segundo single do álbum "So So Good", foi lançado em 5 de maio. O álbum foi lançado na Suécia pela The Artist House em 12 de maio de 2017, e atingiu a posição de número 33 na Swedish Albums Chart.
Em setembro de 2017, após especulações na imprensa sueca sobre a separação deles, o grupo confirmou que estava em um hiato e estava tirando um tempo para seguir projetos solo.

## Influências

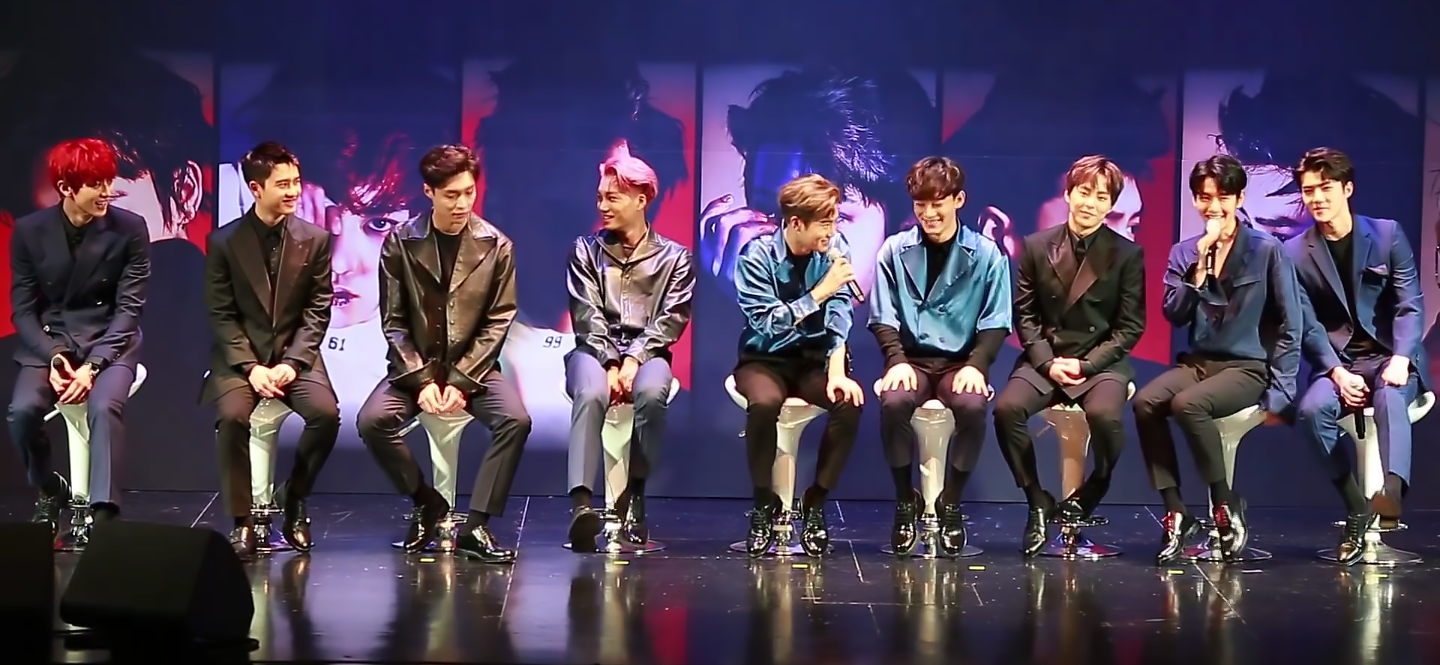
O grupo EXO (foto) foi descrito diversas vezes como uma das maiores influências do grupo

O membro Omar Rudberg afirmou abertamente em seu Twitter que uma das influências do grupo era o boy group sul-coreano EXO. Ele twittou: "Essas enormes inspirações para nós como dançarinos! Amamos todo o seu trabalho.", e incluiu um vídeo da canção "History". Além disso, um tweet do membro Oscar Enestad mostrou que eles realmente conhecem o trabalho do grupo, ao escrever: "Essa canção coreana ficou na minha cabeça, mas eu não entendo nada!!!", referindo-se a canção "History".

Em dezembro de 2014, o membro Felix Sandman disse que o EXO é apenas um de uma longa lista de influências para o grupo. Sandman disse ao Hollywood Life:
| “ | "Temos um monte de fontes de inspiração. Justin Timberlake é uma grande inspiração. Bem, Oscar ama Ariana Grande. Nós tomamos a inspiração de tudo, como dançarinos, artistas, compositores." | ” |

## Controvérsia
Em janeiro de 2015, internautas no YouTube expressaram sua raiva pelo grupo, por supostamente copiar os movimentos de dança da canção "Growl" do boy group EXO para a sua canção, "All Over the World".  Os internautas responderam tanto no vídeo oficial da canção, quanto os vídeos de dança, com comentários como:
| “ | "Vocês roubaram a coreografia do EXO. Por favor, dar-lhes os devidos créditos. É preciso mencionar que esta não é sua dança original. Eu sei que vocês copiaram isso porque a coreografia do EXO é semelhante e eles estrearam antes do que vocês"," Será que é tão difícil dar crédito ao EXO, eu quero dizer que vocês usaram a sua coreografia, e a única razão pela qual suas visualizações estão subindo são por causa de nós, EXO-L, tentando encontrar o que vocês fizeram.... parabéns em aprender a copiar e colar"," Rindo, por que vocês não poderiam fazer a sua própria dança, para que plagiar "Growl" do EXO" e mais. | ” |

Em um relatório publicado no tabloide sueco "Aftonbladet ", o membro Oscar Molander afirmou através de um representante que dançarinos se inspiram em outros dançarinos, da mesma forma como eles haviam sido inspirados por EXO, mas que isso não significava que eles tinham plagiado o grupo.

## Integrantes
| Oscar Enestad | Oscar Johan Ingvar Enestad  | 21 de fevereiro de 1997 (28 anos) | Estocolmo          |
| Felix Sandman | Karl Félix Wilhelm Sandman  | 25 de outubro de 1998 (26 anos)   | Estocolmo          |
| Omar Rudberg  | Omar Josúe Gonzalez Rudberg | 12 de novembro de 1998 (26 anos)  | Caracas, Venezuela |

### Ex-integrante
| Oscar "Olly" Molander | Oscar Hans Olof Molander | 24 de fevereiro de 1997 (28 anos) | Lidingö, Estocolmo |

## Discografia

### Álbuns de estúdio
| Título       | Detalhes | Melhores posições nas paradas |
| Título       | Detalhes | SWE                           |
| ------------ | --- | ----------------------------- |
| Off the Grid | - Lançamento: 2 de abril de 2014 - Creditado como: The Fooo - Gravadora: Artist House Stockholm, Sony Music - Formato: Download digital | 1                             |
| FO&O         | - Lançamento: 12 de maio de 2017 - Creditado como: FO&O - Gravadora: Artist House Stockholm, Sony Music - Formato: Download digital     | 35                            |

### Extended plays
| The Fooo EP                                                                              | - Lançamento: 16 de agosto de 2013 - Creditado como: The Fooo - Gravadora: Artist House Stockholm - Formato: Download digital                          | —  |
| Conspiration                                                                             | - Lançamento: 27 de agosto de 2014 - Creditado como: The Fooo - Gravadora: Artist House Stockholm, Sony Music - Formato: Download digital              | 19 |
| Serenade                                                                                 | - Lançamento: 30 de outubro de 2014 - Creditado como: The Fooo Conspiracy - Gravadora: Sony Music - Formato: Download digital                          | —  |
| Coordinates                                                                              | - Lançamento: 28 de novembro de 2014 - Creditado como: The Fooo Conspiracy - Gravadora: Artist House Stockholm, Sony Music - Formato: Download digital | 33 |
| "—" indica lançamentos que não figuraram nas paradas ou não foram lançados nessa região. | |    |

### Singles
| "Build a Girl"                                                                           | 2013 | 41 |                | The Fooo              |
| "Freestyler"                                                                             | 2013 | —  |                | Lançamento sem álbum  |
| "Fridays Are Forever"                                                                    | 2013 | —  |                | Off the Grid          |
| "It's Time to Make a Wish"                                                               | 2013 | —  |                | Lançamentos sem álbum |
| "Ex Factor"                                                                              | 2013 | —  |                | Lançamentos sem álbum |
| "King Of The Radio"                                                                      | 2014 | —  |                | Off the Grid          |
| "All Over the World"                                                                     | 2014 | —  |                | Conspiration          |
| "Wild Hearts"                                                                            | 2014 | —  |                | Coordinates           |
| "Roller Coaster"                                                                         | 2015 | —  |                | Coordinates           |
| "Run with Us"                                                                            | 2015 | —  |                | Lançamentos sem álbum |
| "Jimi Hendrix"                                                                           | 2015 | —  |                | Lançamentos sem álbum |
| "My Girl"                                                                                | 2015 | 58 |                | Lançamentos sem álbum |
| "Summer Love"                                                                            | 2015 | 54 | - GLF: Ouro    | Lançamentos sem álbum |
| "My Girl" (featuring Danny Saucedo)                                                      | 2015 | —  |                | Lançamentos sem álbum |
| "Who Doesn't Love Love"                                                                  | 2015 | —  |                | Lançamentos sem álbum |
| "Gotta Thing About You"                                                                  | 2017 | 7  | - GLF: Platina | FO&O                  |
| "So So Good"                                                                             | 2017 | —  |                | FO&O                  |
| "Hurt Like We Did"                                                                       | 2017 | —  |                | FO&O                  |
| "—" indica lançamentos que não figuraram nas paradas ou não foram lançados nessa região. |      |    |                |                       |

## Prêmios e indicaçãoes
| Ano  | Prêmio                  | Categoria            | Trabalho nomeado | Resultado |
| ---- | ----------------------- | -------------------- | ---------------- | --------- |
| 2014 | Grammis                 | Inovador do Ano      | —                | Venceu    |
| 2014 | Rockbjörnen             | Melhores Fãs         | —                | Venceu    |
| 2014 | Rockbjörnen             | Avanço deste Ano     | —                | Venceu    |
| 2014 | Rockbjörnen             | Melhor Grupo Ao Vivo | —                | Venceu    |
| 2014 | MTV Europe Music Awards | Melhor Artista Sueco | —                | Venceu    |